# اس‌ام یوبی-۱۵۰
اس‌ام یوبی-۱۵۰ (به انگلیسی: SM UB-150) یک زیردریایی بود که طول آن ۵۵٫۸۵ متر (۱۸۳٫۲ فوت) بود. این زیردریایی در سال ۱۹۱۸ ساخته شد.